# 제주흑우
제주흑우(濟州黑牛)는 대한민국 제주특별자치도 제주시, 제주축산진흥원 내에 사육중에 있는 대한민국의 천연기념물이다. 2013년 7월 22일 지정되었다.
기원전부터 오랫동안 제주지역에서 사육된 것으로 알려진 제주흑우는 조선왕조실록, 탐라순력도, 탐라기년 등 옛 문헌에 제향 및 진상품으로 공출된 기록이 있을 정도로 그 역사와 문화적 가치가 크다.
제주흑우는 전신의 털 색깔이 흑색이며 체구가 작으나 체질이 강건하고 지구력이 좋으며, 유전자 분석결과 한우, 칡소, 교잡우와는 다른 제주흑우만의 고유 혈통을 가진 고유 재래종으로 제주축산진흥원에서 체계적인 혈통관리 및 사양관리를 하고 있어 천연기념물로 지정, 보호되고 있다.
2015년 12월 10일 제주대학교에 '제주흑우연구센터'(센터장 박세필교수)가 설립되어, 10년간 제주흑우의 대량증식과 산업화를 연구하게 된다.
맛의 방주에 등재되어 있다.
- 흑우의 역사

제주흑우는 1924년 암소 125두, 수소 50두, 1925년 암소 25두, 수소 1두가 일본으로 수탈되어 간 기록이 있다. 그리고 1928년 일본은 자국의 '미시마소(見島牛)'를 천연기념물로 지정하였다. 미시마소는 바로 일본 흑우인 '와규'의 원조이다.
오늘날 일본 문화재청에서는 '미시마소는 무로마치 시대(1336-1573)에 조선반도에서 도래하여 현재까지 혼혈(교잡) 없이 사육되어 왔으며 일본에서 가장 오래된 와규(和牛)로 일컬어지고 있다'라고 밝히고 있다. 1924년 일본으로 '수탈된 제주흑우'와 1928년 일본의 '미시마소 천연기념물 지정'은 공교로운 일로서 '혼혈(교잡) 없이'에 대한 의구심을 갖게 한다. 
급기야 일본은 1938년 한우에 대한 새로운 표준법을 제정하기에 이른다. '일본 흑일매(黑一枚), 한국 적일매(赤一枚)' 즉, 일본의 소는 흑색을 표준으로 하고, 한국의 소는 적갈색을 표준으로 한다는 모색통일 심사표준법을 발표한다(동아일보 1938년 12월 21일). 다시 말하자면 '적갈색 소'만을 조선우(朝鮮牛)로 인정하기로 하는 한편 일본은 '흑색'을 기본으로 '와규(和牛)'를 장려한다는 모색 일체화 정책을 편 것.
제주 흑우는 제주 4.3사건을 겪으면서 더욱 극감되었으며 누렁소에 비해 다소 발육이 더뎌 농가의 소득원으로서 별로 도움이 되지 않았고, 이로부터 빠르게 소멸의 운명을 맞게 되었으나 1981년 당시 제주농업시험장에서 근무하던 문성호 교수가 멸종되어 가는 제주흑우의 마지막 남은 씨수소를 제주 애월읍에서 발견하게 되고 제주농업시험장에서는 이 씨수소를 구매하여 관리한다.
1986년 문성호 교수는 정액을 채취하여 2백여 개의 스트로에 담아 영하 196C로 동결 보존하였으며 마지막 씨수소는 그의 검은 유전자를 남기고 이후 명을 달리한다. 이후 겨우 찾은 암소들이 나이가 20~데살이나 된 할머니 소였기에 해당 들의 불임치료를 시작하였으며 불임치료에 효과를 보인 암소에 인공수정을 시도하여 13마리 중 4마리가 임신에 성공했고, 드디어 1994년 제주흑우는 기적적으로 부활하게 된다. 
이후 제주흑우는 2004년 국제식량농업기구(FAO)에 우리나라 한우품종 4종(한우, 칡소, 흑우, 제주흑우)중 한 계통으로 등록 신청되었고, 천연기념물(제546호)로 지정되던 2013년을 전후해서는 한때 89개 농가 등에서 1292마리를 사육하기에 이를 정도로 증식에 성과를 올렸다. 

## 같이 보기
- 제주축산진흥원
- 한우
- 칡소
- 흑한우